# ایمپالا ۱۳۲۰
سیارک ۱۳۲۰ (به انگلیسی: 1320 Impala، نامگذاری:1934JG) هزار و سیصد و بیستمین سیارک کشف شده‌است که در ۱۳ مه ۱۹۳۴ کشف شد.
قدر مطلق سیارک برابر ۱۰٫۴۰ است.